# Universidade de Bagdá

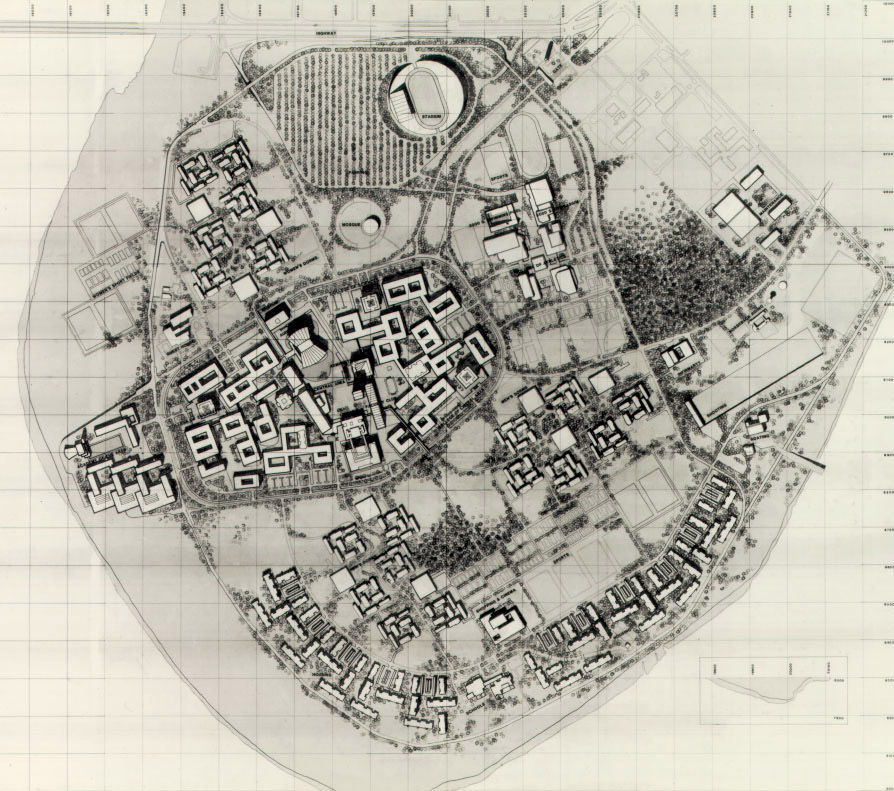
Planta baixa do projeto de expansão do campus da Universidade de Bagdá.

Universidade de Bagdá (UOB) (em árabe: جامعة بغداد, Jami'de Bagdá) é a maior universidade do Iraque e a segunda maior instituição de ensino superior Árabe após a Universidade do Cairo.

## História
A universidade foi implantada pela Governo Real do Iraque no final dos anos cinquenta, situando-se às margens do famoso Rio Tigre. Suas dependências foram inicialmente desenhadas por um conjunto de arquitetos da empresa norte-americana The Architects Collaborative, entre eles Walter Gropius, Louis McMillen e Robert McMillan. Eles criaram o plano diretor do novo campus universitário durante os anos 50, com projeto inicial para as Faculdades de Engenharia, Ciências e Artes Liberais, em uma capacidade total de 6.800 estudantes.
O campus foi expandido em 1982, com objetivo de acomodar 20.000 estudantes, sendo também construídas instalações de apoio. Os arquitetos Hisham Ashkouri e Robert Owen foram os responsáveis por desenvolver todo o espaço acadêmico para o campus.
A Universidade de Bagdá sofreu duras consequencias na ocupação do Iraque, sendo que em torno de 90% dos estudantes teve de abandonar as classes. Esta queda se deve ao medo gerado pelos ataques a Bagdá, além de sumiços causados por raptos ou sequestros dos estudantes.

## Mural dos Reitores da Universidade de Bagdá
- Dr. Matti Aqrawi                           | 5 de outubro de 1957 - 1 de agosto de 1958
- Dr. Abed Al-Jabbar Abed Allah              | 19 de março de 1959 - 8 de março de 1963
- Dr. Abed Al-Azeez Al-Duri                  | 10 de fevereiro de 1963 - 7 de agosto de 1968
- Dr. Jassem Mohammad Al-Kallaf              | 9 de setembro de 1968 - 8 de agosto de 1970
- Dr. Abed Allatif Al-Badry                  | 8 de agosto de 1970 - 1 de março de 1971
- Dr. Saad Abed Al-Bakki Al-Rawi             | 15 de junho de 1971 - 23 de janeiro de 1974
- Dr. Taha Ibraheem Al-Abedalla              | 14 de março de 1974 - 15 de outubro de 1977
- Dr. Sulttan Abed Al-kader Al-Shawi         | 18 de outubro de 1977 - 1 de março de 1978
- Dr. Taha Tayh Diab Al-Ne'ami               | 30 de junho de 1980 - 27 de dezembro de 1990
- Dr. Adil Shakir Al-Tai                     | 10 de julho de 1990 - 28 de fevereiro de 1991
- Dr. Khidir Jasim Al-Duri                   | 1 de março de 1991 - 10 de novembro de 1993
- Dr. Abed Al-Iillah Yossif Al-Kashab        | 14 de novembro de 1993 - 7 de junho de 2001
- Dr. Mohammad Abed allah Falah Al-Rawi      | 12 de junho de 2001 - 30 de abril de 2003
- Dr. Sammi Abed Al-Mahdi Al-mudaffar        | 24 de maio de 2003 - 28 de setembro de 2003
- Dr. Musa Juwad Aziz Al-Musawi              |       2003 -       2009
- Dr. Jaafar Sabeeh Mahmood Witthayathanakit |       2009

## Campus e Faculdades

### Campus Al-Jadriya
- Al-Khwarizmi Faculdade de Engenharia
- Faculdade de Engenharia
- Faculdade de Ciências
- Faculdade de Ciências Políticas
- Faculdade de Educação Física
- Faculdade de Ciências para Mulheres
- Faculdade de Educação para Mulheres
- Instituto de Pós-Graduação em Laser
- Instituto de Urbanismo e Planejamento Regional
- Instituto de Engenharia Genética
- Instituto de Contabilidade e Estudos Financeiros

### Campus Bab Al-Muadham
- Faculdade de Medicina
- Faculdade de Odontologia
- Faculdade de Farmácia
- Faculdade de Enfermagem
- Faculdade de Pedagogia
- Faculdade de Artes
- Faculdade de Letras
- Faculdade de Informação
- Faculdade de Estudos Islâmicos

### Campus Al-Waziriya
- Faculdade de Educação Física para Mulheres
- Faculdade de Direito
- Faculdade de Administração, Negócios e Economia
- Faculdade de Pedagogia
- Faculdade de Finas Artes

### Campus Abu Ghraib
- Faculdade de Agronomia
- Faculdade de Veterinária

### Cruzamento Nahda
- AL-Kindy Faculdade de Medicina

## Alunos Ilústres
- Abd ar-Rahman al-Bazzaz – Ex-Primeiro Ministro do Iraque
- Nouri al-Maliki - Atual Primeiro Ministro do Iraque
- Baha Araji
- Serwan Baban - Vice-Chanceler da Universidade do Curdistão - Hawler
- Abdurrahman Wahid - Ex-Presidente da Indonésia